# マカオ科学館
マカオ科学館 (ポルトガル語: Centro de Ciência de Macau、中国語: 澳門科學館) はマカオにある科学館である。
2001年に建設計画が持ち上がり、2009年に完成した。プリツカー賞受賞者で中国系アメリカ人のイオ・ミン・ペイ率いるペイ建築事務所が設計を担当し、2006年に建設が開始された。2009年12月に完成し、胡錦濤により開館式が行われた。
建物は非対称な円錐状になっており、内部は吹き抜け状の構造で、中心には人工衛星の模型などの大型展示物が展示されている。建物の壁面に沿う形で設計された螺旋状の通路に沿って作品が展示されており、作品の多くは双方向性のある科学アトラクションとなっている。また、建物内には3D表示が可能なプラネタリウムも完備している。
建物は海の直ぐ側にある。現在マカオの観光名所の一つとなっており、香港からフェリーで訪れる観光客も多い。